# Alex Auld
Alexander Auld (* 7. ledna 1981 Cold Lake, Alberta, Kanada) je bývalý kanadský hokejový brankář, který odehrál v kanadskoamerické lize NHL téměř 250 utkání, naposledy nastupoval za tým Ottawa Senators.

## Kariéra
Auld začal svojí juniorskou kariéru v týmu North Bay Centennials, který hrál v lize Ontario Hockey League, kde se poprvé objevil na konci sezóny 1997–98. V další sezóně už chytal v 38 zápasech a poté byl vybrán ne celkově 40. místě draftu NHL 1999 týmem Florida Panthers. Ve své poslední sezóně v OHL 2000–01 byl nominován do juniorské reprezentace Kanady na Mistrovství světa dvacetiletých 2001, kde byl záložním brankářem Maxima Ouelleta. Po šampionátu byla jeho práva vyměněna v NHL z Floridy do Vancouveru Canucks za třetí výběr v draftu NHL 2002 a podmínečný výběr v draftu NHL 2001.
Profesionálním hokejistou se stal v sezóně 2001–02, kdy se připojil k farmářskému celku Vancouveru – Manitobě Moose hrajícím v lize American Hockey League (AHL). Během výcvikového kempu si podvrtnul kotník a po návratu byl pro rozehrání přidělen k druhému farmářskému celku Columbia Inferno, který hrál v lize ECHL. Po šesti zápasech byl povolán do Manitoby, kde se stále zlepšoval i navzdory zkušeným konkurentům v brance: Alfiemu Michaudovi a Wadeu Flahertymu. Po zranění brankářů Canucks: Dana Cloutiera a Pēterise Skudry dostal šanci chytat v NHL, v zápase proti Dallasu Stars hraném 23. ledna 2002, při kterém pomohl k vítězství 4:2. Po zápase byl odeslán zpět do AHL. V sezóně 2002–03 dostal o něco více příležitostí v AHL, kde chytal společně s Tylerem Mossem. Ačkoliv za Canucks chytali opět Cloutier a Skudra, tak si díky nahrazování v době jejich zdravotních potíží zachytal v sedmi zápasech základní části a v jednom zápase playoff. Po sezóně odešel z Vancouveru Skudra, který podepsal smlouvu v Rusku a Auld mohl být záložním brankářem za Cloutierem. Během sezóny, ale přišel Johan Hedberg a Auld tak většinu sezóny 2003–04 strávil v Manitobě. V sezóně 2004–05, kdy byla v NHL výluka chytal celou sezónu za Manitobu Moose v tandemu s brankářem Wadem Flahertym. Ačkoliv byl Auld během sezóny týmovou jedničkou, tak během playoff nebyly jeho výkony přesvědčivé a na pozici jedničky jej vystřídal Flaherty. V prosinci 2004 chytal za tým Kanady na Evropském Spengler Cupu. V sezóně 2005–06 se Auld vrátil do NHL, kde působil jako záloha za Cloutierem. 20. listopadu 2005 si Cloutier zranil vazy v koleni a Auld jej nahradil na pozici prvního brankáře, kde mu dělal náhradníka bývalý spoluhráč z juniorské reprezentace Maxime Ouellet. Po sezóně obdržel cenu pro nejužitečnějšího hráče a byl nominován do kanadské reprezentace na Mistrovství světa 2006, kde skončili čtvrtí.
V červnu 2006 byl Auld zapojen do hromadné výměny, když byl vyměněn společně s Toddem Bertuzzim a Bryanem Allenem na Floridu Panthers za Roberta Luonga, Lukáše Krajíčka a výběr v 6. kole draftu NHL 2006, ve kterém byl později vybrán Sergej Širokov. Zpočátku byl Auld považován za budoucí jedničku týmu Floridy, ale 25. července 2006 podepsal s Panthers smlouvu Ed Belfour, který se tak stal prvním brankářem a Auld byl v sezóně 2006–07 jeho náhradníkem.
13. srpna 2007 podepsal jednoletý kontrakt s týmem Phoenix Coyotes. Ve Phoenixu měl konkurenty v Davidu Aebischerovi a v Mikaelu Tellqvistovi a poté, co Auld odchytal 9 zápasů Phoenixu přišel do týmu Ilja Bryzgalov z Anaheimu Ducks. Auld byl jako nadbytečný vyměněn 6. prosince 2007 do Bostonu Bruins za křídelního útočníka Nata DiCasmirra a výběr v 5. kole draftu NHL 2009, který později získal tým Ottawa Senators, který si vybral Jeffa Costella. V Bostonu působil na pozici záložního brankáře za Timem Thomasem.
1. července 2008 podepsal dvouletou smlouvu s týmem Ottawa Senators. V Ottawě s ním počítali jako se záložním brankářem Martina Gerbera. Během sezóny se, ale vypracoval do role jedničky a Gerber odešel do Toronta Maple Leafs a k týmu se přidal nováček Brian Elliott. Před sezónou 2009–10 získala Ottawa Pascala Leclaira z Columbusu Blue Jackets a Auld byl vyměněn do Dallasu Stars za výběr v 6. kole draftu NHL 2010, ve kterém byl později vybrán Mark Stone. 27. února 2010 jej jako nepotřebného obsadil tým Dallasu na listinu volných hráčů, odkud si jej stáhl tým New York Rangers, za který ve zbytku sezóny odchytal 3 zápasy. Po sezóně podepsal jednoletou smlouvu s Montrealem Canadiens, kde působil v sezóně 2010–11 jako záložní brankář Careyho Price.

## Úspěchy

### Individuální úspěchy
- OHL 2. All-Rookie Team – 1998–99
- OHL 3. All-Star Team – 2000–01
- Molson Cup – 2005–06

### Kolektivní úspěchy
- Bronzová medaile na MSJ – 2001

## Statistiky

### Statistiky v základní části
| 2001–02                | Vancouver Canucks   | NHL         | 1   | 2.00 | 90,9 | 1  | 0  | 2   | 20   | 0  | 60     |
| 2001–02                | Manitoba Moose      | AHL         | 21  | 3.53 | 88,1 | 11 | 9  | 65  | 483  | 1  | 1104   |
| 2002–03                | Vancouver Canucks   | NHL         | 7   | 1.57 | 93,9 | 3  | 3  | 10  | 155  | 1  | 382    |
| 2002–03                | Manitoba Moose      | AHL         | 37  | 2.64 | 90,8 | 15 | 19 | 97  | 955  | 3  | 2209   |
| 2003–04                | Vancouver Canucks   | NHL         | 6   | 2.06 | 92,9 | 2  | 2  | 12  | 156  | 0  | 349    |
| 2003–04                | Manitoba Moose      | AHL         | 40  | 2.55 | 91,5 | 18 | 16 | 99  | 1071 | 4  | 2329   |
| 2004–05                | Manitoba Moose      | AHL         | 50  | 2.56 | 90,9 | 25 | 18 | 118 | 1178 | 2  | 2764   |
| 2005–06                | Vancouver Canucks   | NHL         | 67  | 2.94 | 90,2 | 33 | 26 | 189 | 1749 | 0  | 3859   |
| 2006–07                | Florida Panthers    | NHL         | 27  | 3.35 | 88,8 | 7  | 13 | 82  | 647  | 1  | 1471   |
| 2007–08                | Phoenix Coyotes     | NHL         | 9   | 3.54 | 88,0 | 3  | 6  | 30  | 219  | 1  | 509    |
| 2007–08                | San Antonio Rampage | AHL         | 2   | 2.53 | 90,6 | 1  | 1  | 5   | 48   | 1  | 119    |
| 2007–08                | Boston Bruins       | NHL         | 23  | 2.33 | 91,9 | 9  | 7  | 47  | 531  | 2  | 1213   |
| 2008–09                | Ottawa Senators     | NHL         | 43  | 2.47 | 91,1 | 16 | 18 | 101 | 1040 | 1  | 2449   |
| 2009–10                | Dallas Stars        | NHL         | 21  | 3.00 | 89,4 | 9  | 6  | 59  | 499  | 0  | 1180   |
| 2009–10                | New York Rangers    | NHL         | 3   | 2.54 | 90,4 | 0  | 1  | 5   | 47   | 0  | 118    |
| 2010–11                | Montreal Canadiens  | NHL         | 16  | 2.65 | 91,4 | 6  | 2  | 33  | 350  | 0  | 748    |
| 2011–12                | Ottawa Senators     | NHL         | 14  | 3.35 | 88,4 | 2  | 4  | 36  | 274  | 0  | 645    |
| NHL celkově            | NHL celkově         | NHL celkově | 237 | 2.80 | 90,4 | 91 | 88 | 606 | 5687 | 6  | 12 983 |
| AHL celkově            | AHL celkově         | AHL celkově | 150 | 2.70 | 90,7 | 70 | 63 | 384 | 3735 | 11 | 8525   |
| Konec hokejové kariéry |                     |             |     |      |      |    |    |     |      |    |        |

### Statistiky v play off
| 2001–02     | Manitoba Moose    | AHL         | 1 | 0.00 | 100,0 | 0 | 0 | 0  | 5  | 0 | 20  |
| 2002–03     | Vancouver Canucks | NHL         | 1 | 3.00 | 80,0  | 0 | 0 | 1  | 4  | 0 | 20  |
| 2003–04     | Vancouver Canucks | NHL         | 3 | 2.43 | 89,8  | 1 | 2 | 9  | 79 | 0 | 222 |
| 2004–05     | Manitoba Moose    | AHL         | 3 | 3.29 | 86,0  | 0 | 2 | 7  | 43 | 0 | 128 |
| NHL celkově | NHL celkově       | NHL celkově | 4 | 2.84 | 87,3  | 0 | 2 | 7  | 48 | 0 | 148 |
| AHL celkově | AHL celkově       | AHL celkově | 4 | 2.48 | 89,3  | 1 | 2 | 10 | 83 | 0 | 242 |

### Statistiky v reprezentaci
| 2001              | Kanada 20         | MS 20 let         | 1 | 12.00 | 66,7 | 0 | 0 | 4  | 8   | 0 | 20  |
| 2006              | Kanada            | MS                | 5 | 2.85  | 89,3 | 2 | 2 | 13 | 108 | 0 | 274 |
| MS 20 let celkově | MS 20 let celkově | MS 20 let celkově | 1 | 12.00 | 66,7 | 0 | 0 | 4  | 8   | 0 | 20  |
| MS celkově        | MS celkově        | MS celkově        | 5 | 2.85  | 89,3 | 2 | 2 | 13 | 108 | 0 | 274 |